# Ножай-Юрт
Ножа́й-Ю́рт (чечен. Нажи-Йурт) — село в Чеченской Республике. Административный центр Ножай-Юртовского района. Образует Ножай-Юртовское сельское поселение.

## География
Село находится в восточной части Чечни, по обоим берегам реки Ямансу, в 90 км к юго-востоку от города Грозный и в 25 км к юго-западу от Хасавюрта.
Ближайшие населённые пункты: на севере — сёла Балансу и Ямансу, на северо-востоке — сёла Чапаево и Новолакское, на юго-востоке — село Чурч-Ирзу, на юге — сёла Бильты и Мехкешты, на юго-западе — сёла Ишхой-Хутор, Рогун-Кажа и Айти-Мохк, на западе — село Бетти-Мохк и на северо-западе — село Новый Замай-Юрт.

## Этимология
Название села переводится как ножай — «дубовый» и юрт — «селение», то есть — «селение в дубовом урочище».

## История

### В древности
В 1967 году В.Б. Виноградов обнаружил могильник и поселение сарматского периода в районе селения Ножай-Юрт. В 1969 году он также выявил раннесредневековое поселение и могильник, датируемый V-I веками до нашей эры.
У села Ножай-Юрт были найдены каменный клиновидный топор с желобами и бронзовый топор, относящийся к середине II тысячелетия до нашей эры. Также у села Беной был обнаружен песчаниковый желобчатый топор, датируемый III тысячелетием до нашей эры.
На восточной окраине Ножай-Юрта на вершине «Боьхч-берд» (разрушенная гора) в эпоху раннего средневековья существовало поселение. У восточного подножия данной вершины находится средневековый могильник, датируемый V—VII веками.

### XIX век
Современное селение было основано в 1810 году представителями разных тайпов, населявших село Байси-юрт, которое было уничтожено (сожжено полностью) царской армией.

### XX век
В 1944 году, после депортации чеченцев и упразднения Чечено-Ингушской АССР, селение Ножай-Юрт было переименовано в Андалалы и заселено выходцами из соседнего Дагестана.
Указом Президиума Верховного Совета РСФСР от 10 апреля 1957 года селу возвращено прежнее название.

## Население
| 1939  | 1959  | 1970  | 1979  | 1989  | 2002  | 2010  |
| ----- | ----- | ----- | ----- | ----- | ----- | ----- |
| 1658  | ↗1943 | ↗2882 | ↗3636 | ↗4388 | ↗5062 | ↗6744 |
| 2021  |       |       |       |       |       |       |
| ↗8330 |       |       |       |       |       |       |

Национальный состав
По данным Всероссийской переписи населения 2010 года (вкл. сёла Чурч-Ирзу и Мехкешты):
| Народ   | Численность, чел. | Доля от всего населения, % |
| ------- | ----------------- | -------------------------- |
| чеченцы | 7098              | 88,88 %                    |
| русские | 321               | 4,02 %                     |
| аварцы  | 218               | 2,73 %                     |
| кумыки  | 90                | 1,13 %                     |
| другие  | 259               | 3,24 %                     |
| всего   | 7986              | 100,00 %                   |

## Образовательные учреждения
- Муниципальное Бюджетное Общеобразовательное Учреждение Гимназия № 8[17].
- Средняя общеобразовательная школа № 2[18].
- Средняя общеобразовательная школа № 3[19].
- Средняя общеобразовательная школа № 4[20].
- Детский сад № 1[21] и детский сад № 2[22].

## Экономика
В Ножай-Юрте расположен кирпичный завод, который был разрушен во время Первой чеченской войны в 1994 году и восстановлен в 2006 году. Производственная мощность завода — 8 миллионов кирпичей в год.

## Галерея

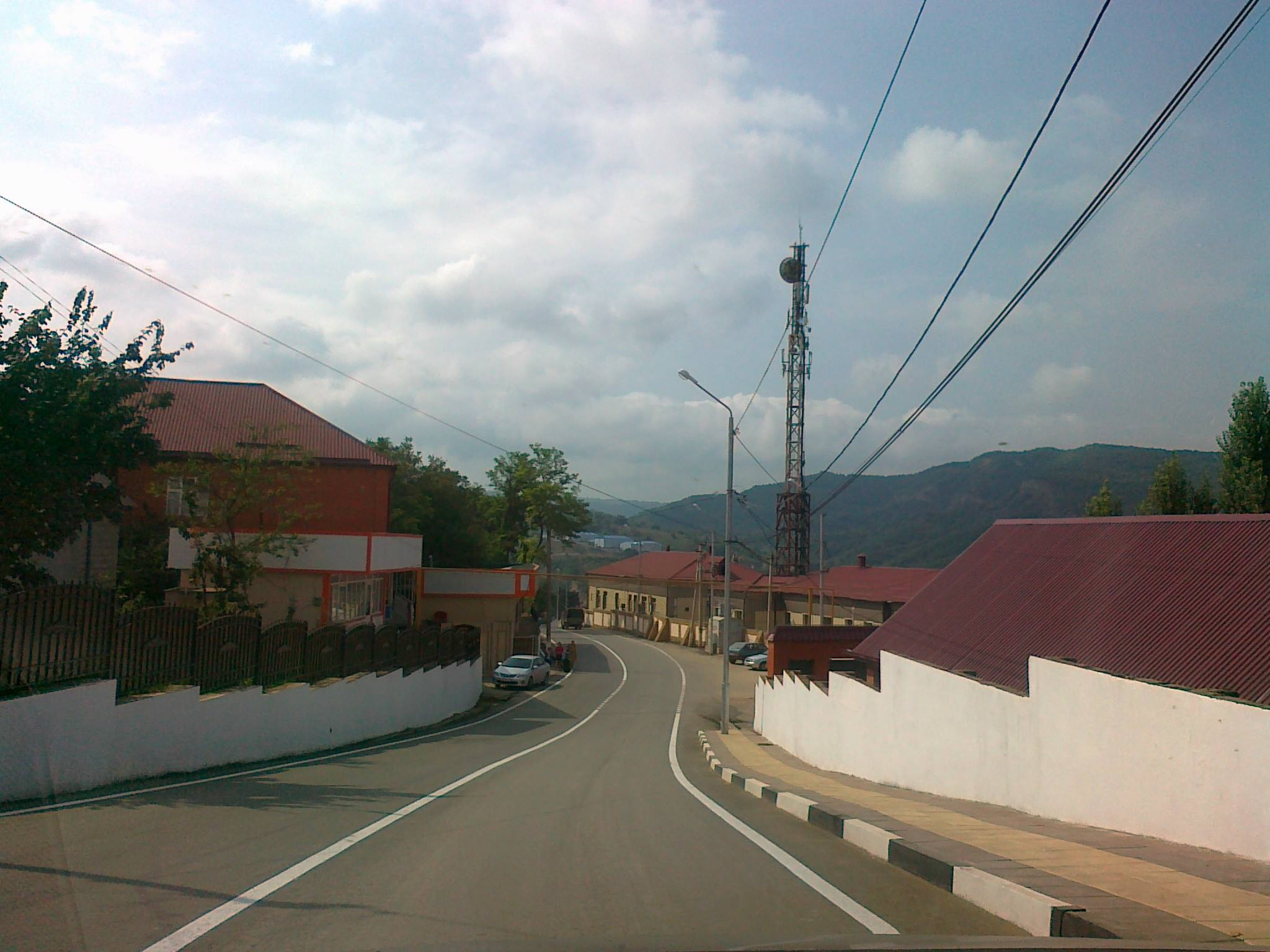
Ножай-Юрт
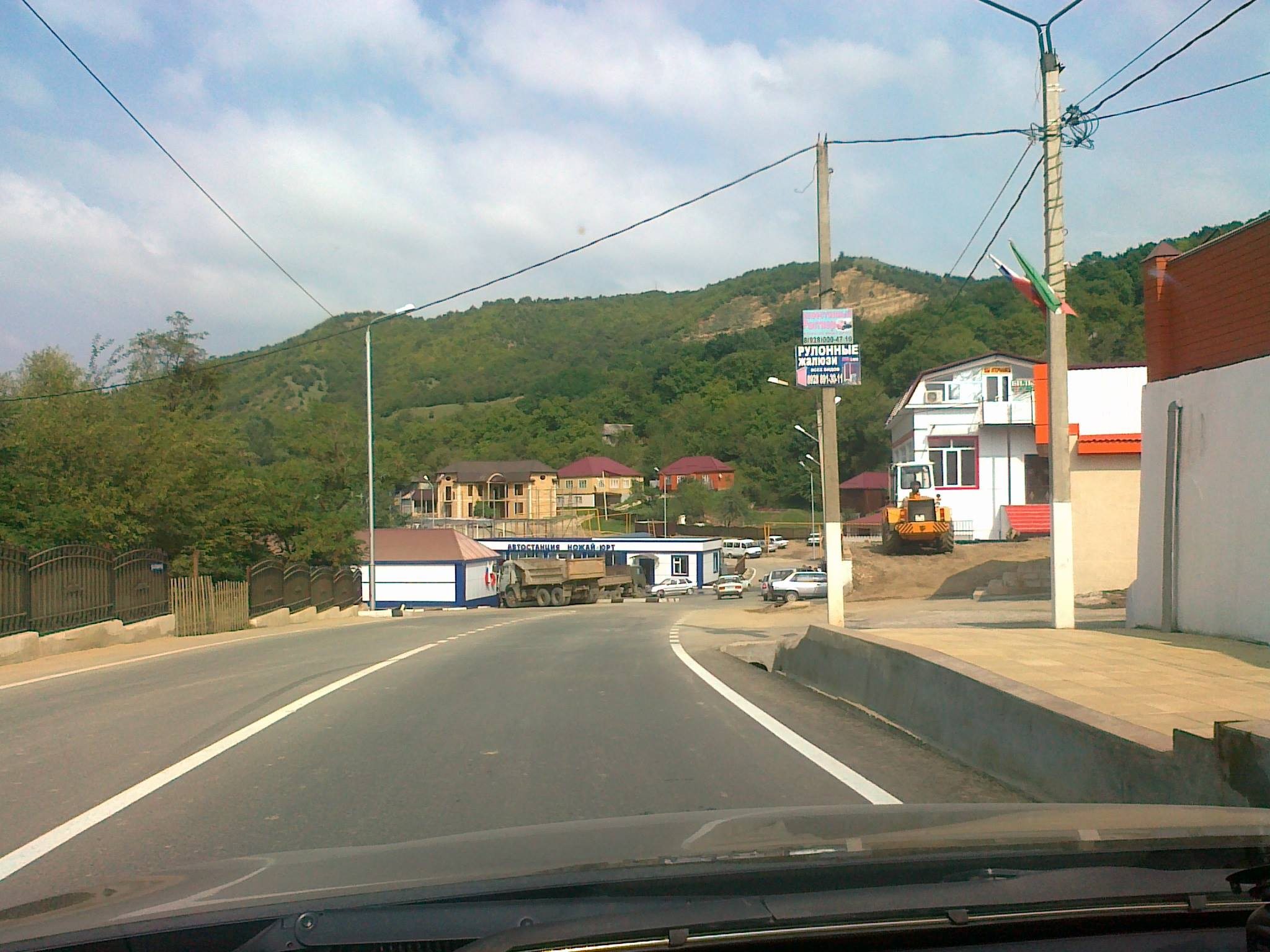
Ножай-Юрт
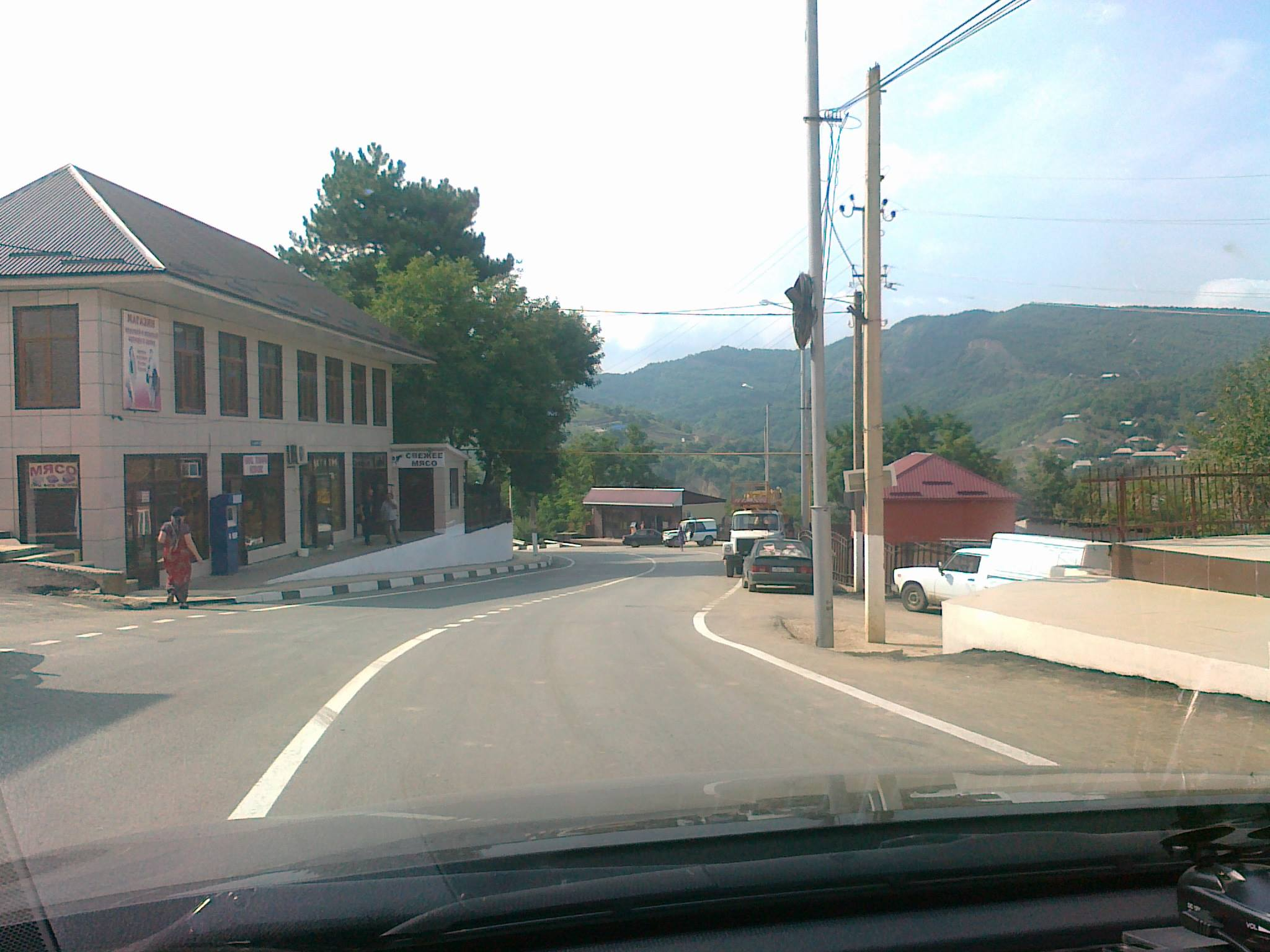
Ножай-Юрт
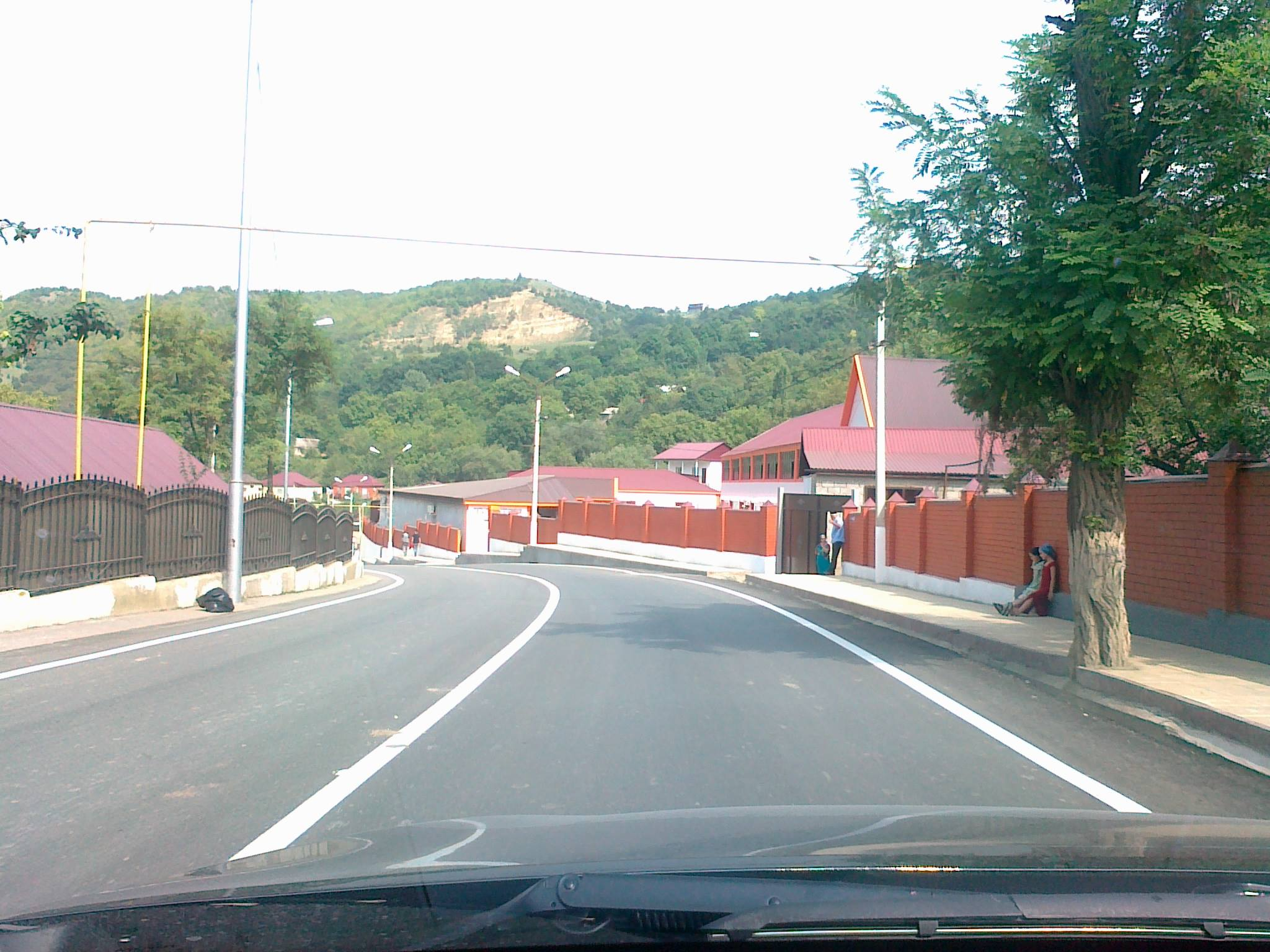
Ножай-Юрт
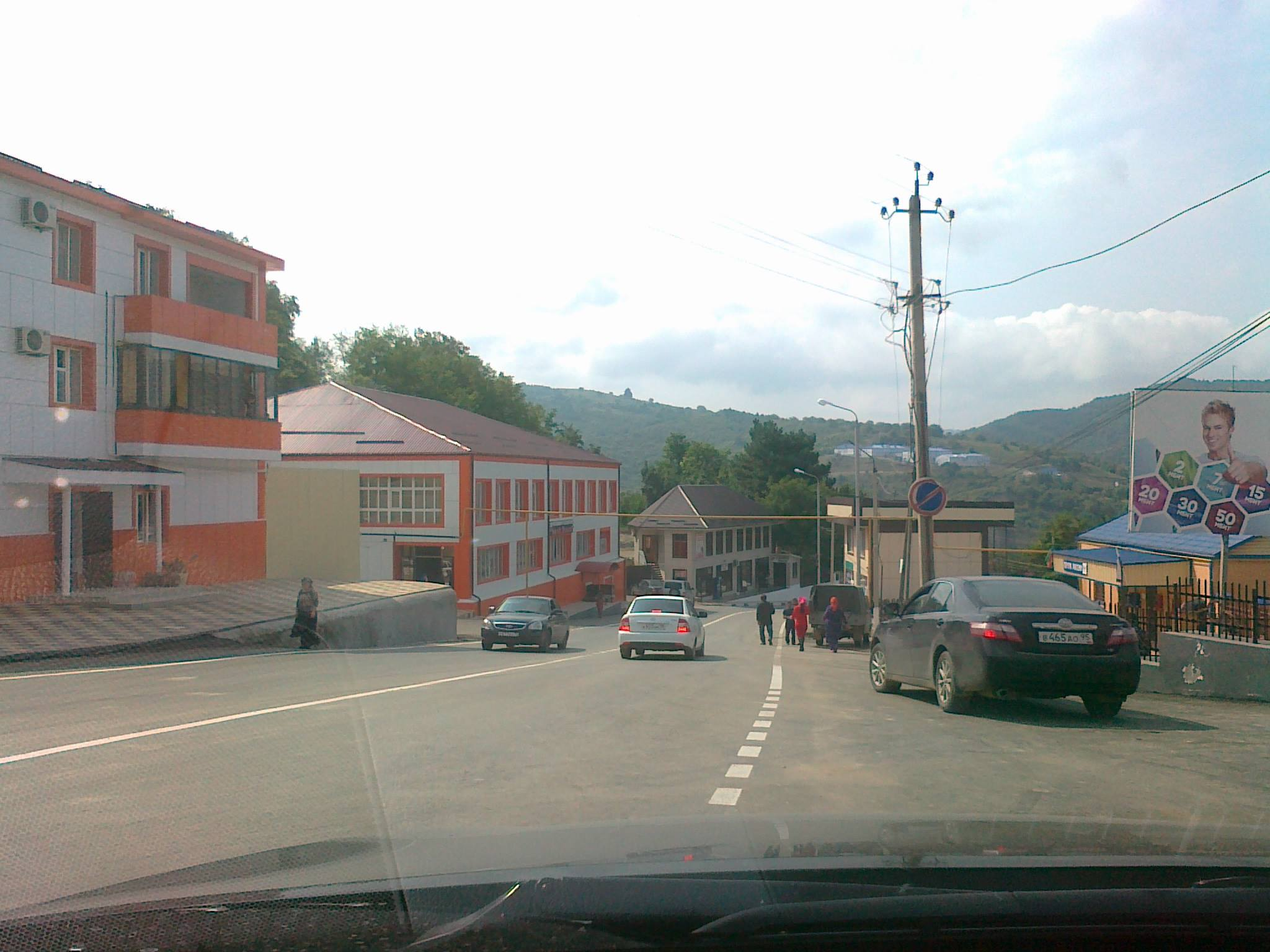
Ножай-Юрт
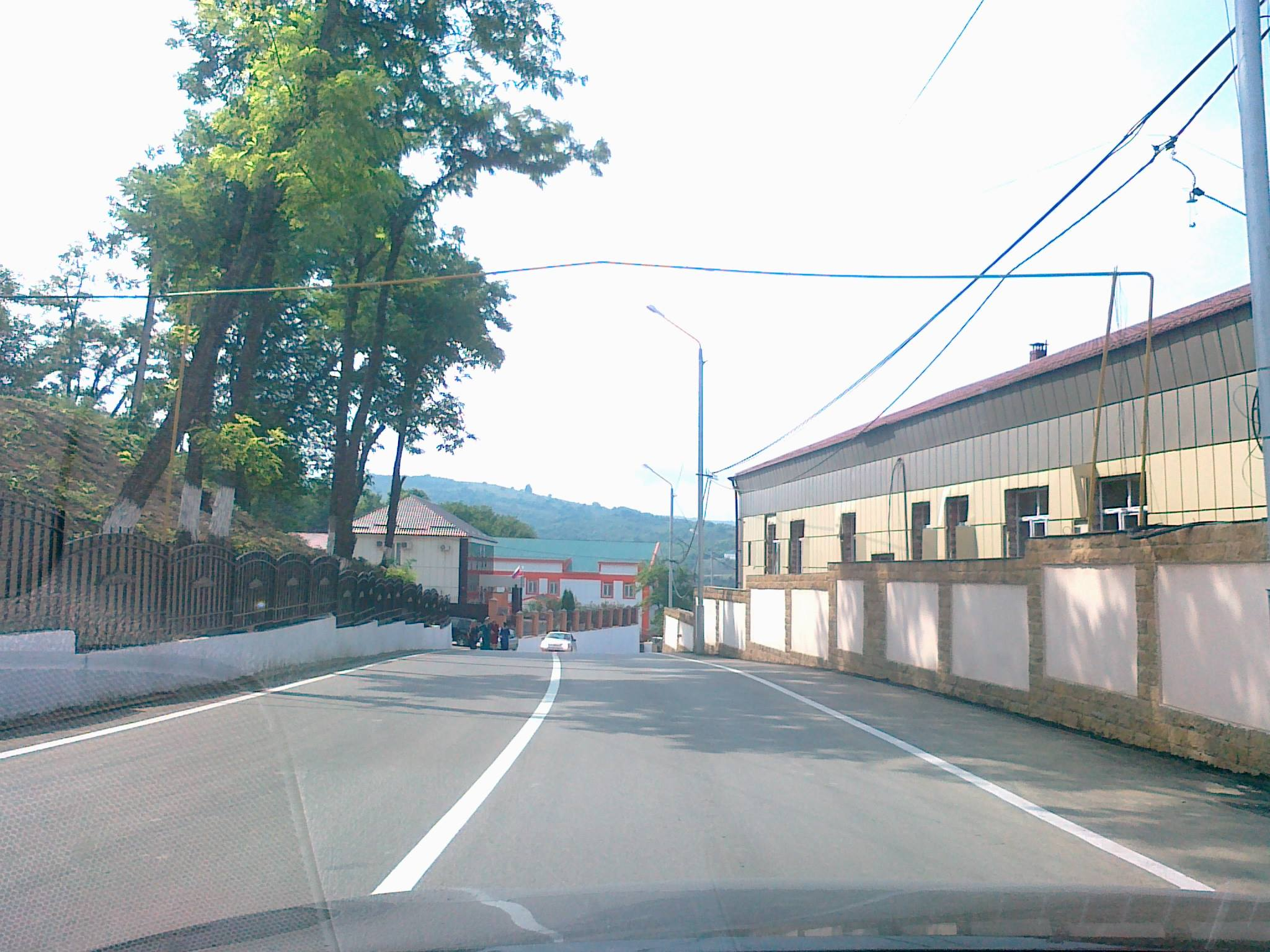
Ножай-Юрт
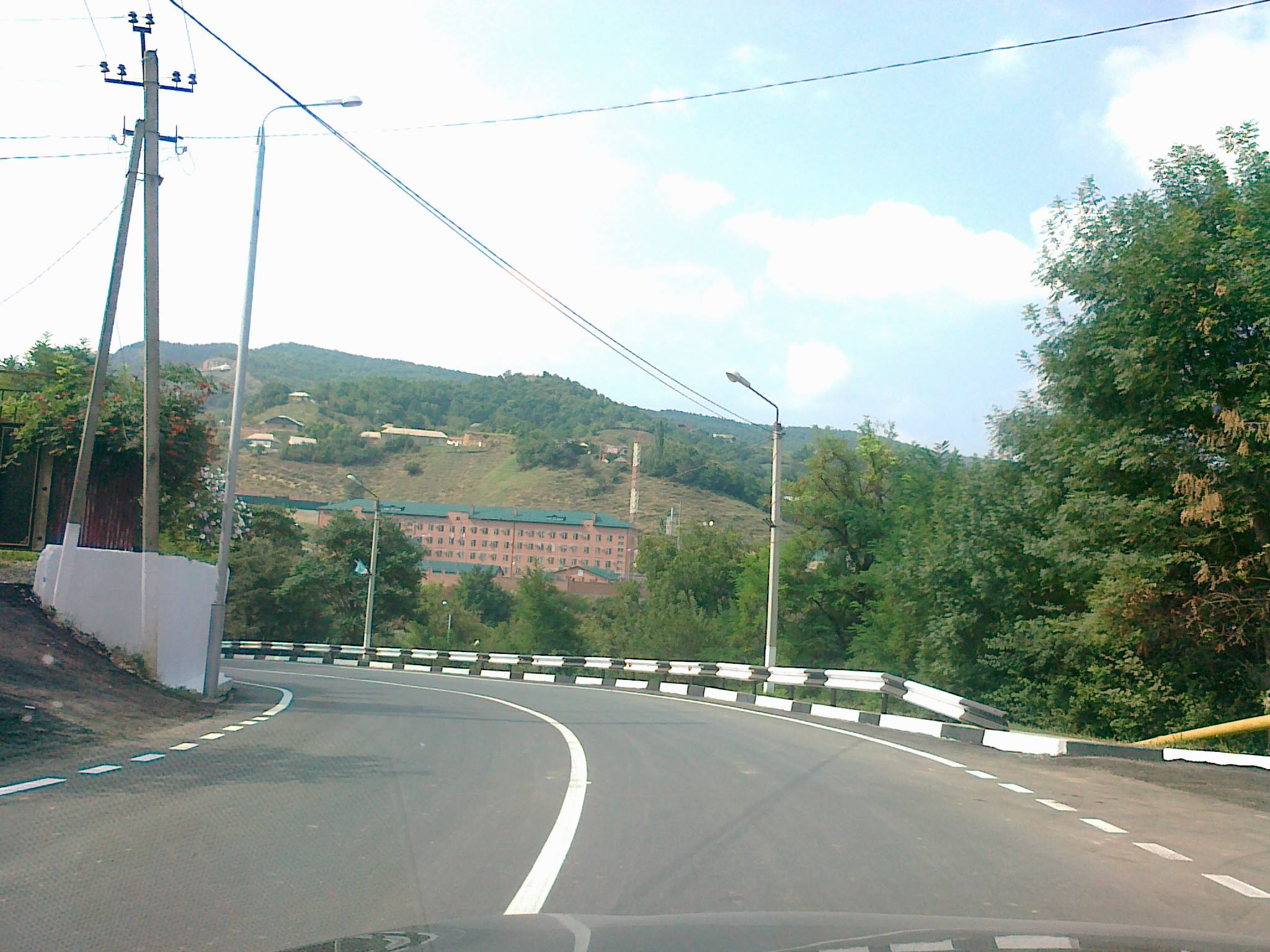
Ножай-Юрт